# Oziorsk

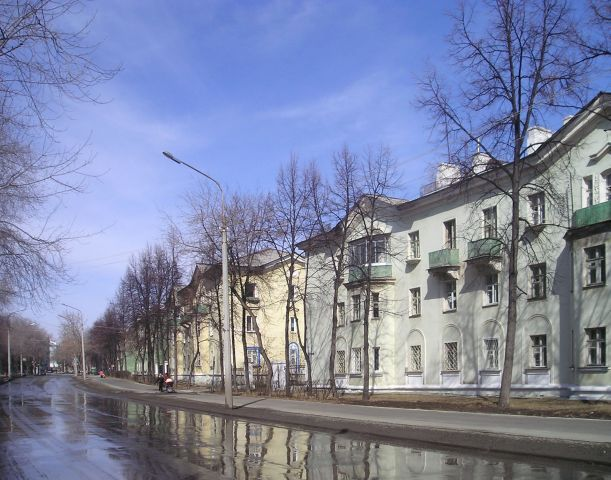
Gata i Oziorsk.

Oziorsk (ryska Озёрск [azjårsk]) är en stad i Tjeljabinsk oblast i Ryssland. Den hade 80 017 invånare i början av 2015, med totalt 90 567 invånare inklusive en del landsbygd som administreras av staden. Oziorsk är en av landets stängda städer, vilket innebär restriktioner när det gäller resor till och från staden samt boende. Majak, en stor upparbetningsanläggning för kärnavfall, är belägen inom stadens område och är anledningen till dess speciella status. En stor olycka inträffade i anläggningen 1957. 